# مکنا ملوین
مِـکِـنا ملوین (انگلیسی: Mekenna Melvin؛ زادهٔ ۲۳ ژانویهٔ ۱۹۸۵) یک هنرپیشه اهل ایالات متحده آمریکا است. وی از سال ۲۰۰۸ میلادی تاکنون مشغول فعالیت بوده‌است.
از فیلم‌ها یا مجموعه‌های تلویزیونی که وی در آن‌ها نقش داشته است می‌توان به به من دروغ بگو و آناتومی گری اشاره نمود.